# Федеративна Республіка Німеччина (1949—1990)

Територія Західної Німеччини
Землі Німецької Демократичної Республіки (Східна Німеччина), на які претендувала Західна Німеччина до 1973
Землі Німеччини до 1937 року, які були анексовані Польщею та Радянським Союзом після Другої світової війни, на які претендувала Західна Німеччина до 1972

Федерати́вна Респу́бліка Німе́ччина (нім. Bundesrepublik Deutschland, МФА: [ˈbʊndəsʁepuˌbliːk ˈdɔʏtʃlant] ( прослухати)), також ФРН або За́хідна Німе́ччина (нім. Westdeutschland, [ˈvɛstˌdɔɪ̯t͡ʃlant] ( прослухати))) — прийнята назва Німеччини в період з 7 вересня 1949 року (заснування держави на території Тризонії) до 3 жовтня 1990 року (Возз'єднання Німеччини). Протягом цього періоду ФРН тільки один раз змінювала кордони: 1 січня 1957 року до неї приєдналася земля Саар.

## Історія

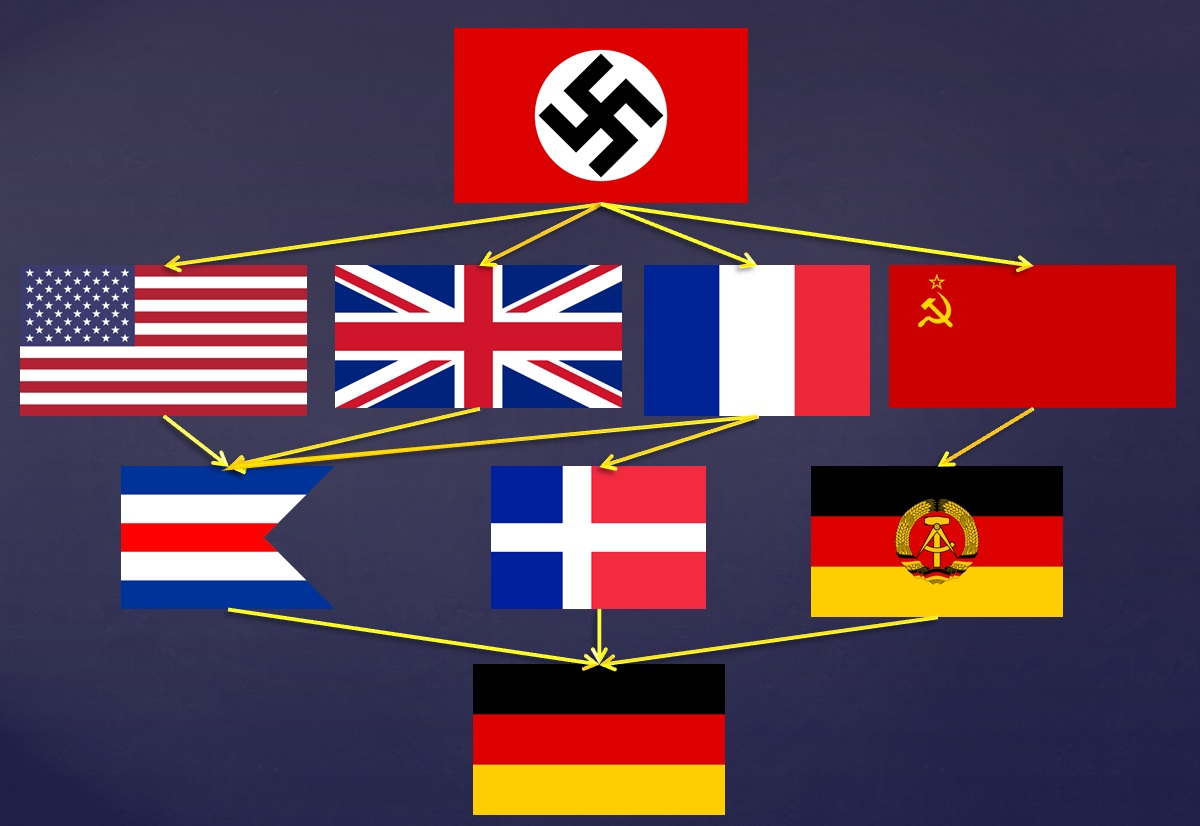
Схема поділу Німеччини після Другої Світової Війни

### Виникнення та формування держави
8 травня 1945 р. — капітуляція Німеччини. Після поразки у війні Німеччина була окупована союзниками — (СРСР, США, Великою Британією та Францією). Після окупації Німеччини саме західна її частина отримала шанс на встановлення демократії. Представники трьох земельних парламентів окупаційних зон Німеччини — американської, британської та французької — розробили у 1948-49 на парламентській раді в Бонні конституцію, згідно з якою новостворена німецька держава мала стати дієвою парламентською демократією з широкими владними позиціями федерального канцлера, якого позбавляли повноважень лише через «конструктивний вотум недовіри», та федеральним президентом з обмеженими компетенціями. На відміну від Веймарської республіки, у ФРН не передбачалося конкурентного законодавства від народу, а відвертих противників демократії Конституція позбавляла основних прав, а партії, ворожі Конституції, заборонялися Федеральним конституційним судом. Підвалини держави були закріплені таким чином, що їх не можна було змінити навіть конституційною більшістю, що робило відхід від демократії неможливим.
20 вересня 1949 року на території західних окупаційних зон була утворена Федеративна Республіка Німеччина (ФРН).

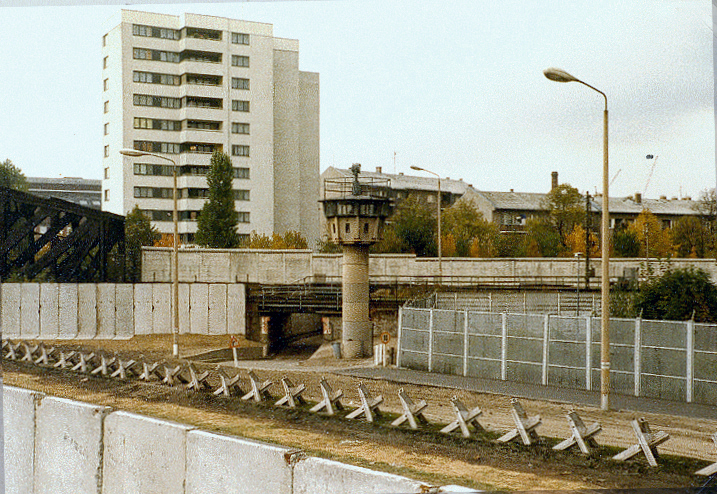
Берлінський мур

7 жовтня 1949 року у радянській зоні окупації була утворена Німецька Демократична Республіка (НДР), а у 1952 році в новоствореній державі був проголошений курс на будівництво соціалізму, що сприяв легітимізації партійної диктатури марксистсько-ленінського штибу. Розрив з основами націонал-соціалістичного панування мав відбутися класово-політичним шляхом внаслідок експропріації великих землевласників та промисловців. Проте так само як і в Західній Німеччині, у НДР на керівних посадах були колишні члени НСДАП, що пройшли «денацифікацію».
13 серпня 1961 р. було споруджено «Берлінську стіну» та припинено вільне пересування між Західним і Східним Берліном. До цього дня з НДР на захід втекли до 2 млн осіб.
У 1970 році ФРН підписала договори про визнання східних кордонів з СРСР, Польщею і, трохи пізніше, з Чехословаччиною[джерело?].
У 1973 році обидві німецькі держави прийняті в ООН.

### Об'єднання зі Східною Німеччиною
У 1989 році було ліквідовано Берлінську стіну. На перших і останніх вільних виборах до Народної палати 18 березня 1990 більша частина «східних німців» проголосувала за партії, що вимагали швидкого вступу НДР до Федеративної Республіки Німеччина. Влітку 1990 р. відбулося остаточне об'єднання двох німецьких держав, а також створення спільного валютного союзу, узгодженого між ними. Паралельно ФРН та НДР домовилися з державами, що несли відповідальність за Берлін та усю Німеччину (США, СРСР, Великою Британією та Францією) про зовнішні внутрішньополітичні умови німецької єдності. Німецьке питання могло бути вирішеним лише за згодою всіх сусідів. Остаточне, закріплене міжнародним правом визнання польського західного кордону по Одеру та Нейсе стало передумовою для возз'єднання Німеччини в межах 1945 року.

## Внутрішня та зовнішня політика

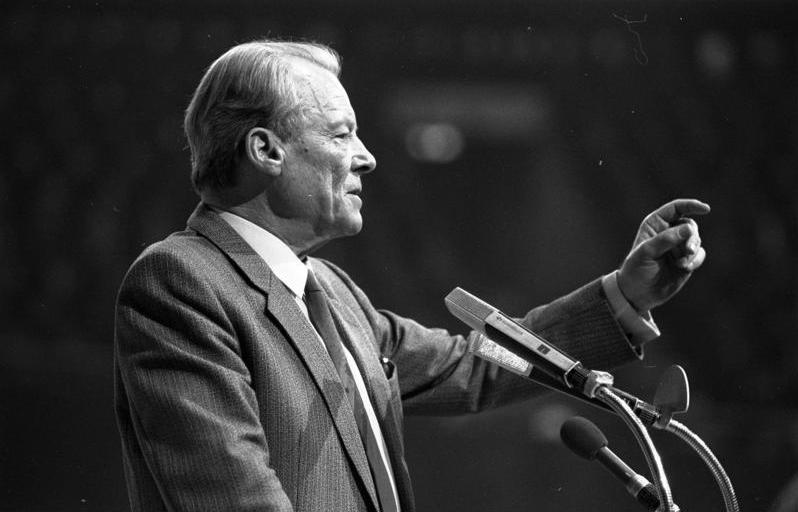
Федеральний канцлер ФРН Віллі Брандт

За часів Веймарської республіки праві партії мали націоналістичний характер, в той час, як ліві дотримувалися політики інтернаціоналізму. У ФРН же сили правого центру, керівником яких був Конрад Аденауер, навпаки, виступали за наднаціональну інтеграцію Західної Європи, при цьому помірковані «ліві» соціал-демократи на чолі з Куртом Шумахером (пізніше — Еріхом Оппенгауером) набули національного профілю, надаючи перевагу питанням возз'єднання Німеччини, а не західній інтеграції. У 1960 СДПН все ж стала на бік Західних договорів, які зробили можливим вступ Англії до НКИ ще у 1895. Лише на підставі визнання Західних договорів соціал-демократи змогли вступити до уряду широкої коаліції у 1966 як молодший партнер, а у 1969 під керівництвом соціал-демократичного федерального канцлера Віллі Брандта розпочати «нову східну політику», що дозволила ФРН зробити свій внесок у послаблення напруженості між Заходом і Сходом, перехід відносин з Польщею завдяки визнанню кордону по Одеру-Нейсе на новий рівень та встановлення договірно врегульованих стосунків зі Східною Німеччиною.
Висока кон'юнктура забезпечила успіх соціальній ринковій економіці, яку запровадив перший Федеральний міністр економіки Людвіг Ерхард: вона дозволила швидко інтегруватися великій кількості вигнанців з колишніх східних регіонів Третього рейху, Судетської області та інших районів східної частини Центральної та Південно-Східної Європи. Вона вирішальним чином сприяла стиранню класових та конфесійних суперечностей, що значно зменшувало привабливість радикальних партій, а великим демократичним партіям — спочатку ХДС і ХСС, а потім СДПН — дозволило перетворитися на всенародні. Але процвітання також надало можливість багатьом громадянам ФРН не ставити самим собі та не дозволяти, щоб їм ставили питання про їх власну роль у період 1933—1945. Філософ Германн Люббе назвав таке ставлення до власного минулого «колективним замовчуванням» та оцінив таке явище як необхідне для стабілізації західнонімецької демократії[джерело?].

## Економіка
Протягом усього післявоєнного періоду в Західній Німеччині не вважалося прийнятним як централізоване економічне планування, так і необмежене вільне підприємництво, в системі соціального ринкового господарства робітники розглядалися як учасники процесу управління промисловим підприємством. В обов'язки федерального уряду входив нагляд за постачанням до підприємств основних продуктів промислового виробництва, (зокрема вугілля, сталі та електроенергії), а також стимулювання економічного зростання, підтримка стабільного рівня цін та забезпечення сприятливого платіжного балансу. Однак можливості федерального уряду для здійснення ефективного управління економікою були сильно обмеженими через децентралізованість влади ФРН. Центральний банк (Бундесбанк) був незалежним та не підлягав контролю зі сторони уряду. Значну роль в економіці ФРН відігравав банківський капітал, оскільки промисловість країни в значному ступені опиралася на нього. У 1989 році інфляція у ФРН становила 3 % на рік, а темпи економічного зростання — 4 % на рік.
Західна Німеччина була другою після США державою за обсягом імпорту та експорту. За показниками експорту ФРН у 1986 році вдалося випередити США, а у 1989 — Японію. Сприятлива динаміка західнонімецького експорту у післявоєнний період, за винятком економічної кризи 1974-75, була результатом додатного платіжного балансу та стабільного підвищення курсу марки ФРН.

## Транспорт

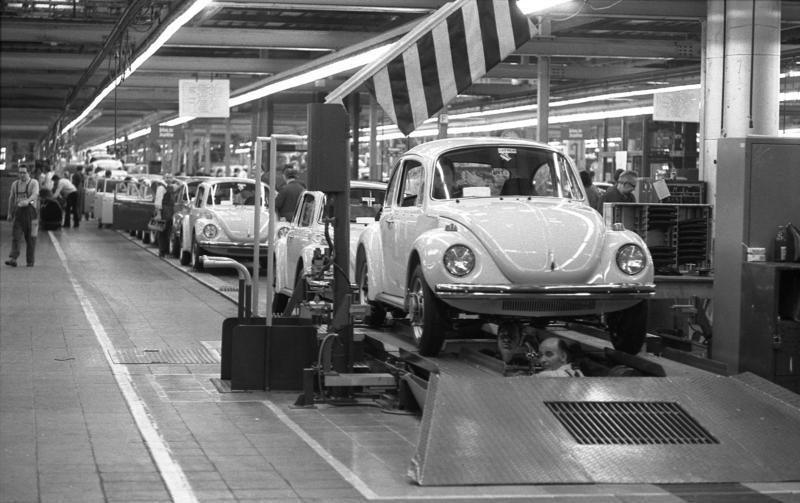
Volkswagen Käfer випускався німецькою компанією Volkswagen AG з 1938 року. Є наймасовішим автомобілем в історії.

Післявоєнне розділення країни викликало необхідність кардинальної перебудови всієї транспортної системи Західної Німеччини. Транспортні шляхи, що простягнулися у південному напрямку від Роттердама та північних портів ФРН, набули першочергового значення, в той час, як раніше дуже важливий напрямок із заходу на Берлін та далі на схід втратив своє колишнє значення. Після поділу Німеччини відбувся і поділ систем залізничного транспорту. У Західній Німеччині залізничні шляхи були реконструйовані Федеральною системою залізничних шляхів сполучення («Дойче Бундесбан»). У 1990 р., до об'єднання Німеччини, залізнична мережа ФРН становила 30 тис. км шляхів, з яких 12 тис. км було електрифіковано, на інших шляхах використовувалися теплотяги. У Східній Німеччині, для порівняння, протяжність залізничних шляхів становила майже 14,5 тис. км, з яких 4 тис. км було електрифіковано.

## Населення
| Рік  | Населення (x 1 000) |
| ---- | ------------------- |
| 1990 | 63 726              |
| 1989 | 62 679              |
| 1988 | 61 715              |
| 1987 | 61 238              |
| 1986 | 61 140              |
| 1985 | 61 020              |
| 1984 | 61 049              |
| 1983 | 61 307              |
| 1982 | 61 546              |
| 1981 | 61 713              |
| 1980 | 61 658              |
| 1979 | 61 439              |
| 1978 | 61 322              |
| 1977 | 61 353              |
| 1976 | 61 442              |
| 1975 | 61 645              |
| 1974 | 61 991              |
| 1973 | 62 101              |
| 1972 | 61 809              |
| 1971 | 61 503              |
| 1970 | 61 001              |
| 1969 | 61 195              |
| 1968 | 60 463              |
| 1967 | 59 948              |
| 1966 | 59 793              |
| 1965 | 59 297              |
| 1964 | 58 587              |
| 1963 | 57 865              |
| 1962 | 57 247              |
| 1961 | 56 589              |
| 1960 | 55 958              |
| 1959 | 55 257              |
| 1958 | 54 719              |
| 1957 | 54 064              |
| 1956 | 53 340              |
| 1955 | 53 518              |
| 1954 | 52 943              |
| 1953 | 52 454              |
| 1952 | 51 864              |
| 1951 | 51 435              |
| 1950 | 50 958              |

### Релігія
нім. Forschungsgruppe Weltanschauungen in Deutschland
| Рік  | Протестанти [%] | Католики [%] | Мусульмани [%] | -/інші [%] |
| ---- | --------------- | ------------ | -------------- | ---------- |
| 1950 | 50.6            | 45.8         | -              | 3.6        |
| 1961 | 51.1            | 45.5         | -              | 3.5        |
| 1970 | 49.0            | 44.6         | 1.3            | 3.9        |
| 1980 | 42.3            | 43.3         | -              | -          |
| 1987 | 41.6            | 42.9         | 2.7            | 11.4       |

## Нотатки
1. ↑  З 1952 по 1991 рік офіційним державним гімном Німеччини був Deutschlandlied повністю, але на офіційних заходах співалася тільки третя строфа[2].